# Sierra de Agalta nationalpark
Sierra de Agalta nationalpark är en nationalpark i Honduras.   Den ligger i departementet Departamento de Olancho, i den centrala delen av landet, 180 km nordost om huvudstaden Tegucigalpa. Sierra de Agalta nationalpark ligger 1 261 meter över havet.